# Michal Herzogová
Michal Herzogová (hebrejsky 
מיכל הרצוג‎‎; * 15. května 1962 Ejn Charod Ichud) je izraelská právnička a jako manželka Isaaka Herzoga první dámou Izraele od roku 2021.

## Raný život
Narodila se v kibucu Ein Harod. Jejími rodiči byli Zvia (rozená Brinová), učitelka z Afuly, a Šaul Afek, člen Palmachu a plukovník izraelských obranných sil. Vyrůstala v Tel Avivu a ve čtvrti Neve Rom v Ramat Hašaronu. Jejím bratrancem z otcovy strany je generální vojenský prokurátor Šaron Afek. Během svého působení v IDF sloužila ve zpravodajském sboru, kde se seznámila se svým budoucím manželem Isaakem Herzogem a v srpnu 1985 se vzali. Mají spolu tři syny, Noama, Matana a Roye, a žijí ve čtvrti Cahala v Tel Avivu.

## Kariéra
V roce 1986 absolvovala právnickou fakultu na univerzitě v Tel Avivu a v roce 1988 získala licenci Izraelské advokátní komory. Najata ji advokátní kancelář Uriho Slonima a zastupovala mimo jiné bankovního lupiče Ronnieho "Ofnobanka" Leibowitze, šéfa bezpečnostní složky Šin Bet Drora Jicchakiho před Šamgarovou komisí, která byla zřízena po atentátu na Jicchaka Rabina, a banku Le'umi v roce 1993 po krizi na burze izraelských bank.
Působila ve správní radě organizace Ma'aleh, která se zasazuje o prosazování otázek odpovědnosti podniků a o rozvoj standardů odpovědného řízení v Izraeli. Působila jako ředitelka společnosti Polar Investments a externí ředitelka společnosti Friedenson Logistics Services.
V roce 2021 byl její manžel zvolen prezidentem Izraele, čímž se stala první dámou.